# Райзінг-Стар (Техас)
Райзінг-Стар (англ. Rising Star) — місто (англ. town) в США, в окрузі Істленд штату Техас. Населення — 756 осіб (2020).

## Географія
Райзінг-Стар розташований за координатами 32°5′51″ пн. ш. 98°57′59″ зх. д. / 32.09750° пн. ш. 98.96639° зх. д. (32.097634, -98.966520).  За даними Бюро перепису населення США в 2010 році місто мало площу 4,47 км², уся площа — суходіл.

## Демографія
Згідно з переписом 2010 року, у місті мешкало 835 осіб у 351 домогосподарстві у складі 201 родини. Густота населення становила 187 осіб/км².  Було 489 помешкань (109/км²).
Расовий склад населення:
| - 93,8 % — білих - 0,7 % — чорних або афроамериканців - 0,4 % — корінних американців - 0,4 % — азіатів - 2,9 % — осіб інших рас |

До двох чи більше рас належало 1,9 %. Частка іспаномовних становила 10,4 % від усіх жителів.
За віковим діапазоном населення розподілялося таким чином: 24,6 % — особи молодші 18 років, 54,0 % — особи у віці 18—64 років, 21,4 % — особи у віці 65 років та старші. Медіана віку мешканця становила 43,5 року. На 100 осіб жіночої статі у місті припадало 98,3 чоловіків;  на 100 жінок у віці від 18 років та старших — 90,9 чоловіків також старших 18 років.
Середній дохід на одне домашнє господарство  становив 36 992 долари США (медіана — 31 776), а середній дохід на одну сім'ю — 46 126 доларів (медіана — 42 788). Медіана доходів становила 30 104 долари для чоловіків та 21 528 доларів для жінок. За межею бідності перебувало 26,4 % осіб, у тому числі 32,4 % дітей у віці до 18 років та 23,5 % осіб у віці 65 років та старших.
Цивільне працевлаштоване населення становило 297 осіб. Основні галузі зайнятості: роздрібна торгівля — 22,2 %, освіта, охорона здоров'я та соціальна допомога — 21,2 %, сільське господарство, лісництво, риболовля — 13,5 %, виробництво — 12,8 %.